# Stenodyneriellus convexus
Stenodyneriellus convexus är en stekelart som beskrevs av Giordani Soika 1995. Stenodyneriellus convexus ingår i släktet Stenodyneriellus och familjen Eumenidae.

## Underarter
Arten delas in i följande underarter:
- S. c. bismarcki
- S. c. irianus